# Platja de Salencia
La platja de Salencia està al concejo de Cudillero, en l'occident del Principat d'Astúries (Espanya) i pertany al poble de Novellana. Forma part de la Costa Occidental d'Astúries i està catalogada com a Paisatge protegit, ZEPA i LIC.

## Descripció
Té una forma irregular. El seu jaç és de sorres clares i de gra gruixut. Per accedir a la platja cal localitzar previmente els pobles de Albuerne i Novellana que són els nuclis de població més propers. Cal prendre el mateix camí que per a la platja de L'Airín i l'única diferència és que en la bifurcació existent cal prendre el ramal de la dreta i seguir-ho durant uns 800 m que porta fins a un mirador des d'on es poden veure la platja de L'Airín i l'illot de El Fariñón.
Continuant el descens del camí s'arriba als voltants de la platja i a una nova depuradora que està al costat d'un petit rierol anomenat «Yendebarcas». Com es veu, té una desembocadura fluvial, es pot portar mascota. Molt a prop està el «illot de Fariñón». La platja no té servei cap i les activitats més recomanades són la pesca submarina i l'esportiva a canya.
Cal advertir que no es pretengui baixar amb el vehicle fins a la platja perquè al final del camí no hi ha espai per a ell ni per donar la volta.